# A Sun Came
A Sun Came – album Sufjana Stevensa, wydany w 2000 roku. 4 lata później został wydany ponownie, tym razem przez wytwórnię Asthmatic Kitty.

## Muzyka
Album łączy wiele rodzajów muzyki ludowej z całego świata, takich jak: muzyki celtyckiej, indiańskiej, Bliskiego Wschodu, marokańskiej, dalekiego wschodu i amerykański folk.
Sufjan określił, że jest to album z piosenkami „tradycyjnymi pop, średniowieczna instrumentacja z Bliskiego Wschodu, poetycki wokal, maniakalna perkusja, instrumenty dęte, instrumenty hinduskie i arabskie śpiewy”.

## Twórcy
- Matt Morgan – gitara „Demetrius” i „The Oracle Said Wander”.
- Shannon Stephens – tło wokalu „A Winner Needs A Wand”.
- Jesse Koskey – perkusja „Rice Pudding” i „A Loverless Bed”.
- Ghadeer Yaser – śpiew „Demetrius” i „Ya Leil”.
- Marzuki Stevens – gitara „A Loverless Bed”, perkusja „Super Sexy Woman” i Saksofon tenorowy „A Sun Came”.

## Lista utworów
1. „We Are What You Say” – 5:20
2. „A Winner Needs a Wand” – 5:24
3. „Rake” – 2:48
4. „Siamese Twins” – 0:15
5. „Demetrius” – 6:01
6. „Dumb I Sound” – 5:49
7. „Wordsworth's Ridge (For Fran Frike)” – 4:54
8. „Belly Button” – 0:09
9. „Rice Pudding” – 2:24
10. „A Loverless Bed (Without Remission)” – 6:17
11. „Godzuki” – 0:36
12. „Super Sexy Woman” – 2:42
13. „The Oracle Said Wander” – 5:39
14. „Happy Birthday” – 2:45
15. „Jason” – 6:10
16. „Kill” – 4:26
17. „Ya Leil” – 5:38
18. „A Sun Came” – 2:11
19. „Satan's Saxophones” – 2:31
20. „Joy! Joy! Joy!” (reissue bonus track) – 3:23
21. „You Are the Rake” (reissue bonus track) – 3:02